# Bataille du front de Misrata
Guerre civile libyenne
Batailles
- 1re Benghazi
- El Beïda
- Derna
- 1re Tripoli
- Misrata
- 1re Zaouïa
- Djebel Nefoussa (1re Dehiba
- 2e Dehiba
- Gharyan)
- 1re Brega
- 1re Ras Lanouf
- 1re Ben Jawad
- 2e Ras Lanouf
- 2e Brega
- 1re Ajdabiya
- 2e Benghazi
- 2e Ajdabiya
- 1re golfe de Syrte
- 3e Brega
- Al Jawf
- Front de Misrata (Zliten
- Tawarga
- 2e Zaouïa
- 4e Brega
- Fezzan
- Birak)
- 5e Brega
- 3e Zaouïa
- 2e Tripoli
- 2e Sebha
- 2e golfe de Syrte (Syrte)
- Offensive de Bani Walid (Tarhounah - Bani Walid)

- Intervention militaire de l’OTAN
- Opération Ellamy (Royaume-Uni)
- Opération Harmattan (France)
- Opération Odyssey Dawn (États-Unis)
- Opération Mobile (Canada)

La bataille du front de Misrata est une offensive menée par les rebelles dans le but de prendre la ville de Tripoli par l'ouest et de prendre Syrte par le sud ; elle oppose les forces fidèles à Mouammar Kadhafi à la rébellion libyenne du 16 mai au 23 août 2011 dans le district de Misrata.

## Contexte
Après la fin du siège de Misrata en mai 2011, les rebelles s'étaient emparés de la plupart de la ville, précédemment sous contrôle des forces de Kadhafi, et avaient établi une ligne de défense dans les faubourgs de Dafniya (en), un village situé à 35 kilomètres du centre-ville de Misrata et près de Tawarga sous contrôle loyaliste.
L'objectif des rebelles était de conserver Misrata hors de la portée de l'artillerie kadhafiste et d'effectuer une percée à l'ouest en direction de Zliten et donc de Tripoli.

## Déroulement
Le 16 mai, les navires de guerre de l'OTAN neutralisent deux canots pneumatiques loyalistes près du port de Misrata, l'un d'entre eux était abandonné et laissé avec des explosifs et des mannequins.
Le 17 mai, des combats éclatent entre rebelles et loyalistes. La télévision d'État libyenne affirme par ailleurs avoir attaqué un navire de l'OTAN près des côtes de Misrata, ce qui sera dénié par les officiels de l'OTAN déclarant qu'il s'agit « d'une allégation fabriquée de toutes pièces. »
Les bombardements et combats continuent jusqu'en août 2011. Le 22 juin 2011, l'OTAN indique avoir neutralisé 13 Technicals, un véhicule blindé de transport de troupes et un lance-roquettes multiple dans la destruction d'une base militaire à Zliten, faisant 200 soldats tués.
Le 23 août, les bombardements loyalistes sur Misrata cessent définitivement avec la percée des rebelles en Tripolitaine et sur le front de la capitale, Tripoli.